# Lydenburgia cassinoides
Lydenburgia cassinoides är en benvedsväxtart som beskrevs av Norman Keith Bonner Robson. Lydenburgia cassinoides ingår i släktet Lydenburgia och familjen Celastraceae. Inga underarter finns listade.